# Wang Hao (atleta)
|  | Per a altres significats, vegeu «Wang Hao». |

Wang Hao (Mongòlia Interior, 16 d'agost de 1989) és un atleta de la Xina especialista en competicions de marxa atlètica.
L'agost de 2008 va quedar quart a la prova de 20 km dels Jocs Olímpics amb un millor temps persona d'1:19:47 hores. Va quedar a cinc segons de la medalla de bronze.
El 23 d'octubre de 2008 va establir un nou rècord del món júnior en 10 km marxa amb un temps de 39:32 minuts. L'anterior rècord de 39:57 minuts el posseïa el rus Aleksey Bartsaykin.
El 15 d'agost de 2009 guanyà la medalla d'argent al Campionat del Món de Berlín, en la prova de 20 km marxa, establint una millor marca personal d'1:19:06. D'aquesta manera esdevingué el tercer atleta xinès masculí en guanyar una medalla en uns Campionats del Món, per darrere del saltador d'alçada Zhu Jianhua (bronze el 1983) i l'especialista en tanques Liu Xiang (bronze el 2003, plata el 2005 i or el 2007).